# Adeixis montana
Adeixis montana là một loài bướm đêm trong họ Geometridae.